# Бирма на летних Олимпийских играх 1960
Бирма принимала участие в Летних Олимпийских играх 1960 года в Риме (Италия) в четвертый раз за свою историю, но не завоевала ни одной медали.

## Результаты соревнований

### Бокс
Спортсменов — 3
| Соревнование | Спортсмены | Первый раунд       | Второй раунд         | Четвертьфинал        | Полуфинал            | Финал                | Место |
| Соревнование | Спортсмены | Соперник Результат | Соперник Результат   | Соперник Результат   | Соперник Результат   | Соперник Результат   | Место |
| ------------ | ---------- | ------------------ | -------------------- | -------------------- | -------------------- | -------------------- | ----- |
| до 51 кг     | Хла Нюунт  | Карвонен (FIN) В   | Баррера (USA) П      | Завершил выступление | Завершил выступление | Завершил выступление | 9     |
| до 54 кг     | Тейн Муинт | Райфф (LUX) В      | Насир (PAK)          | Завершил выступление | Завершил выступление | Завершил выступление | 5     |
| до 57 кг     | Тан Тун    | Майерс (RSA) П     | Завершил выступление | Завершил выступление | Завершил выступление | Завершил выступление | 17    |

### Лёгкая атлетика
Спортсменов — 1
| Дисциплина | Спортсмен   | Предварительный раунд | Предварительный раунд | Полуфиналы | Полуфиналы | Финал     | Финал |
| Дисциплина | Спортсмен   | Результат             | Место                 | Результат  | Место      | Результат | Место |
| ---------- | ----------- | --------------------- | --------------------- | ---------- | ---------- | --------- | ----- |
| марафон    | Нау Муйтунг |                       |                       |            |            | 2:28:17   | 27    |

### Парусный спорт
Спортсменов — 10
| Класс             | Спортсмены                | Гонка | Гонка | Гонка | Гонка | Гонка | Гонка | Гонка | Гонка | Очки | Место |
| Класс             | Спортсмены                | 1     | 2     | 3     | 4     | 5     | 6     | 7     | M     | Очки | Место |
| ----------------- | ------------------------- | ----- | ----- | ----- | ----- | ----- | ----- | ----- | ----- | ---- | ----- |
| финн              | Луин У Маун Маун          | 214   | 283   | 168   | 114   | 154   | 168   | 469   |       | 1456 | 30    |
| летучий голландец | Чоу Парк Винг Кьи Кхин Пэ | 161   | 161   | 145   | 161   | 212   | —     | 145   |       | 970  | 29    |

### Плавание
Спортсменов — 1
| Соревнование          | Спортсмен    | Предварительные заплывы | Предварительные заплывы | Полуфиналы | Полуфиналы | Финал                | Финал                |
| Соревнование          | Спортсмен    | Результат               | Место                   | Результат  | Место      | Результат            | Место                |
| --------------------- | ------------ | ----------------------- | ----------------------- | ---------- | ---------- | -------------------- | -------------------- |
| 1500 м, вольный стиль | Тин Маунг Ни | 19:09,8                 | 5                       |            |            | Завершил выступление | Завершил выступление |

### Тяжёлая атлетика
Спортсменов — 2
| Категория | Спортсмен     | Вес | Жим   | Жим   | Жим   | Рывок | Рывок | Рывок | Толчок | Толчок | Толчок | Всего | Место |
| Категория | Спортсмен     | Вес | 1     | 2     | 3     | 1     | 2     | 3     | 1      | 2      | 3      | Всего | Место |
| --------- | ------------- | --- | ----- | ----- | ----- | ----- | ----- | ----- | ------ | ------ | ------ | ----- | ----- |
| до 60 кг  | Тун Маун Киве | 60  | 100,0 | 105,0 | 105,0 | 95,0  | 100,0 | 102,5 | 127,5  | 132,5  | 132,5  | 327,5 | 7     |
| до 67 кг  | Нил Тун Маунг | 67  | 117,5 | 117,5 | 117,5 | 110,0 | 110,0 | 110,0 | —      | —      | —      | 117,5 |       |